# Prezydenci Dżibuti

## Lista prezydentów Dżibuti
| # | Prezydent                       | Portret | Okres urzędowania             | Partia polityczna |
| - | ------------------------------- | ------- | ----------------------------- | ----------------- |
| 1 | Hasan Guled Aptidon (1916–2006) |         | 27 czerwca 1977 – 8 maja 1999 | RPP               |
| 2 | Ismail Omar Guelleh (1947–)     |         | od 8 maja 1999                | RPP               |